# Batalla de Malakoff
La batalla de Malàkhov o Batalla del curgan de Malàkhov, durant la Guerra de Crimea, va ser una lluita entre els exèrcits de França i Rússia el 7 de setembre de 1855 com a part del Setge de Sebastòpol. El seu resultat fou una victòria de l'exèrcit francès, comandat per General MacMahon i la mort de la majoria dels almiralls russos: Pàvel Nakhímov, Vladímir Istomin i Vladímir Kornílov. El soldat zuau francès Eugène Libaut va instal·lar la bandera francesa a la cimera del reducte rus.
Aquesta victòria aliada va permetre la captura de Sebastòpol, després d'un dels setges més memorables del segle xix, i consegüentment la victòria final a la Guerra de Crimea pels Aliats de l'Oest (Regne Unit, França, l'Imperi Otomà i el Regne de Sardenya-Piemont).

## Preparacions defensives
El port de Sebastòpol, format per l'estuari del riu Txorhun, va ser protegit contra atacs per mar amb vaixells de guerra russos, a la superfície o enfonsats, i amb fortaleses de granit pesat al costat sud. Per a la ciutat en si mateixa i el suburbi de Karabelnaya, el rastre dels treballs restà allà durant diversos anys. La Torre Malàkhov, una gran torre de pedra, cobria el suburbi, flanquejat a cada costat pel Ressalt (una fortificació en forma de "V") i el Petit Ressalt. La ciutat estava coberta per una línia de treballs marcats pel pal de bandera i els bastions centrals, i separada de les fortificacions en "V" pel port interior.
El Tinent Coronel Eduard Totleben, comandant enginyer rus, havia treballat en aquests llocs des de feia molt de temps, recreant, rearmant i millorant diàriament les fortificacions. No obstant això Sebastòpol no va ser, al començament d'octubre de 1854, la fortalesa destacada que més tard sí que va aconseguir ser. El primer atac va tenir lloc el 17 d'octubre.

## Batalla

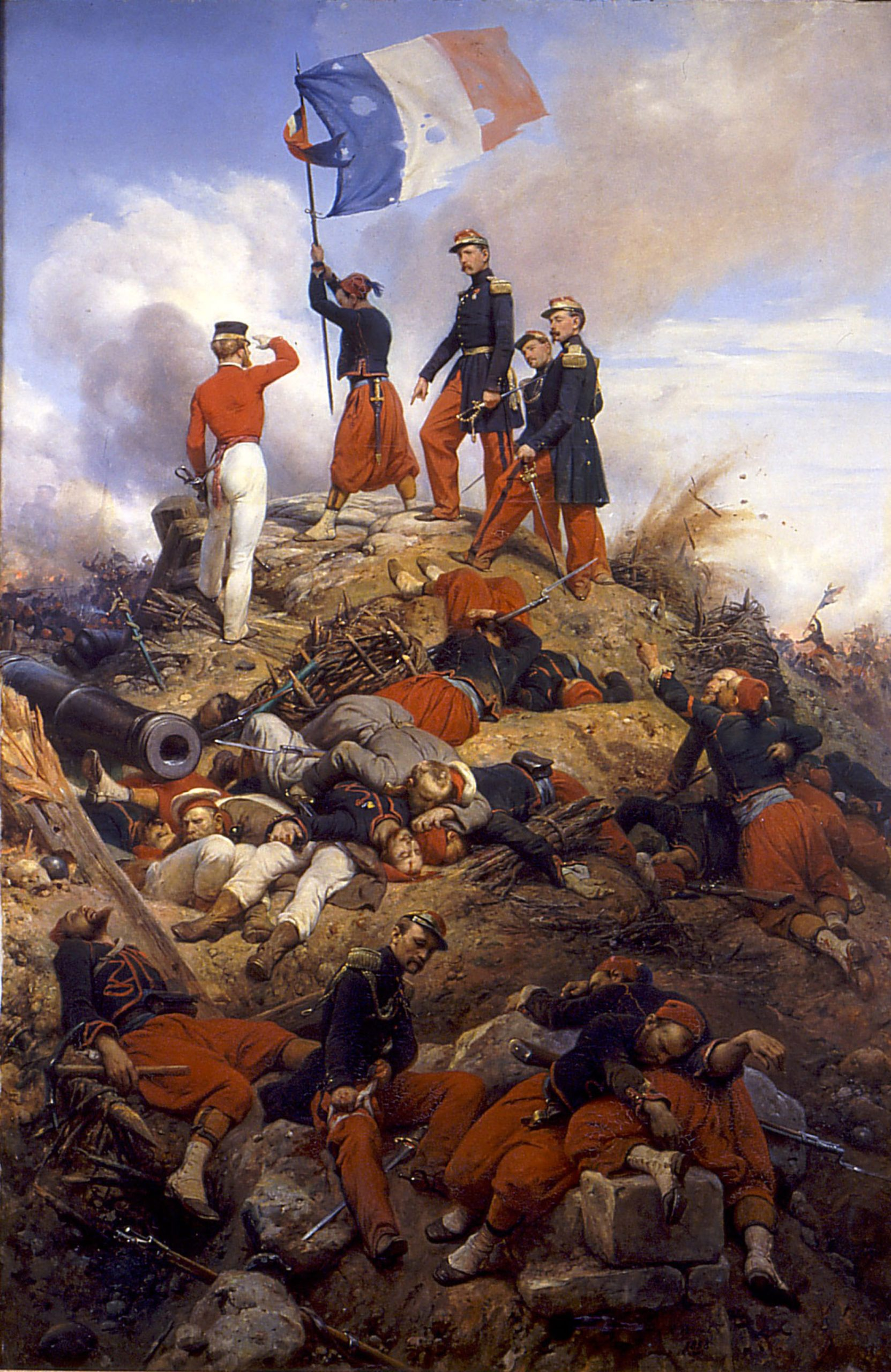
Presa de la Torre Malàkhov (pintura d'Horace Vernet)

Aquell dia va tenir lloc un gran duel d'artilleria. Els cossos de setge francesos van patir grans pèrdues i la seva potència de foc fou depassada. La flota atacà les bateries portuàries, prop de les costes, i va patir una pèrdua de 500 homes, a més d'importants danys en els vaixells. D'altra banda, les bateries de setge britàniques aconseguiren emmudir els canons de Malàkhov i els seus annexos i si no hi hagués hagut fracassos en altres punts de l'atac, l'assalt podia haver tingut èxit. Així fou que, a l'alba, els enginyers de Todleben havien reparat i millorat les fortificacions danyades.
El setge de Sebastòpol va continuar durant mesos. Al mes de 
, els russos van perdre una mitjana de 250 homes per dia, per la qual cosa es va decidir que Gortxakov i la infanteria russa haurien de fer un nou atac a Txernaia, el primer des de la batalla d'Inkerman. El 16 d'agost els cossos del general Pàvel Liprandi i del general Read van atacar furiosament a les 37.000 tropes franceses i sardes al damunt del Pont Traktir. Els assaltants van sortir amb una gran determinació, però el resultat en cap moment va ser dubtós. Al final del dia, els russos es van retirar desconcertats, deixant 260 oficials i 8.000 homes en el camp, els aliats van perdre només 1.700.
Amb aquesta derrota va desaparèixer l'última oportunitat de salvar Sebastopol. Durant el mateix 16 d'agost, el bombardeig reduí, un cop més, a la impotència, a Malàkhov i les seves dependències. Fou així que, amb absoluta confiança en el resultat, Plissier va planejar l'atac final. El 8 de setembre de 1855 al migdia, tot l'exèrcit enemic es va precipitar, de sobte, damunt Malàkhov. La lluita, pel costat rus, va ser una de les més desesperants. Cada casamata, cada rasa, era presa una darrere l'altra, però els francesos no varen cedir, i malgrat un nou atac avortat dels britànics sobre el ressalt, els russos es reagruparen a dins de la fortalesa, esdevenint els objectius ideals pels canons aliats.
Fins i tot a l'oest, en la direcció oposada al fort i als bastions centrals, un intens cos a cos tenia lloc entre els dos exèrcits. La caiguda de Malàkhov va marcar el final del setge. Durant la nit, els russos fugiren gràcies als ponts sobre la riba nord. El 9 de setembre, els guanyadors es van apoderar del lloc, buit i en flames. Les pèrdues d'aquesta última lluita van ser molt importants: per als aliats prop de 10.000 homes, per als russos 13.000, no menys de dinou generals van caure aquell dia. Però la crisi va ser superada: amb la captura de Sebastòpol les pèrdues no van cridar tant l'atenció a l'opinió pública. No es van emprendre més operacions serioses contra Gortxakov, que amb la infanteria i el romanent de la guarnició mantenia els turons a la granja Mackenzie, però Kinburn va ser atacat per mar, i des del punt de vista naval, l'atac fou important per ser el primer cas de desplegament dels ironclad, una mena de cuirassat primitiu. S'arribà a un acord d'armistici el 26 de febrer i la pau definitiva de París va ser signada el 30 de març de 1856.

## Seqüeles

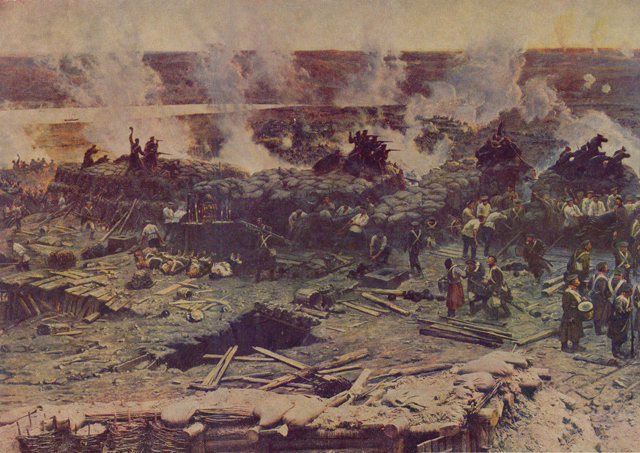
Detall de la pintura panoràmica de Franz Roubaud (1904).

A primer cop d'ull, Rússia semblava gairebé invulnerable per mar. I la presa de Sebastòpol en si no hagués tingut aquest caràcter decisiu si el tsar no hagués pres la decisió de defensar aquest fins al final, costés el que costés. Va ser l'únic que va veure la necessitat de defensar la vila i la fi, els recursos russos limitats operaren en favor dels aliats.
El mar va donar als invasors tot allò que necessitaven, mentre que els camins de les estepes del sud de l'Imperi Rus (principalment zones actualment corresponents a l'actual Ucraïna) sud estaven marcats a cada pas pels cadàvers d'homes i cavalls que queien en el camí a Sebastòpol. Les fortificacions febles i diàriament aixafades pel foc de milers d'armes van haver de ser edificades novament cada nit. Les pèrdues van ser, òbviament, nombroses. Quan grans cossos de milícia van aparèixer esquera feta en el Pont Trakt, era obvi que faltava poc per al final. Les històries curtes de Lleó Tolstoi, que va estar present en el setge, van donar una imatge gràfica de la guerra des del punt de vista rus.

## Memòria
A França, la batalla va ser oficialment commemorada d'una forma rara. A més de la batalla de Magenta (en la Campanya italiana), va ser l'única gesta de l'imperi francès regit per Napoleó III. La condecoració anomenada títol de la victòria va ser concedida a França al mariscal Pélissier. Un suburbi de París fou anomenat també Malàkhov (Malakoff en francès), després d'aquesta batalla. Actualment Malakhov Kurgan, on es va lluitar, conté una Flama eterna, commemorant el Setge de Sebastòpol de 1942 i part del gran panorama en representació de la batalla de 1855, de Franz Roubaud